# Віктор Кашшаї
Ві́ктор Ка́шшаї (угор. Kassai Viktor, [ˈviktor ˈkɒʃːɒ.i], нар. 10 вересня 1975, Татабанья) — колишній угорський футбольний арбітр. Арбітр ФІФА у 2003—2019 роках. 
Українським уболівальникам відомий своїми грубими помилками на користь суперників: незарахованим голом Марко Девича у ворота збірної Англії під час Євро-2012 та геть видуманим пенальті у ворота донецького «Шахтаря» в матчі на «Етіхад-Арені» проти «Манчестер Сіті» на груповому етапі Ліги чемпіонів 2018/2019.

## Життєпис
Обслуговував матчі Олімпіади-2008 в Пекіні. Був резервним арбітром на декількох матчах Євро-2008. Працював на чемпіонаті світу 2010 року. Судив чемпіонат Європи 2012 року. Вільно володіє угорською, німецькою й англійською мовами.
11 листопада 2011 року на матчі плей-оф відбіркового турніру Євро-2012 Естонія-Ірландія (0:4) суддя Кашшаї видалив двох естонських гравців і призначив пенальті у ворота збірної Естонії. Після гри його почали звинувачувати в упередженому суддівстві на користь ірландської команди, якій нібито вирішили відшкодувати непотрапляння на ЧС-2010 через гол француза Тьєррі Анрі, забитого за допомогою гри рукою.
19 червня 2012 року у матчі останнього туру групового етапу Євро-2012 групи D Англія-Україна, у якому збірній України для виходу з групи у чвертьфінал була потрібна лише перемога, на 62-й хвилині зустрічі за рахунку 1:0 на користь англійців головний арбітр Віктор Кашшаї не зафіксував взяття воріт після удару Марка Девича, коли відеоповтор трансляції засвідчив те, що м'яч повністю перетнув лінію воріт. Відповідний арбітр на лінії воріт (матч обслуговувала бригада з 5-ти арбітрів) теж ніяк на це не відреагував (зустріч обслуговувала суто угорська бригада суддів). У підсумку рахунок зустрічі не змінився, і збірна України припинила свою участь у чемпіонаті. Наступного дня на прес-конференції старший офіцер УЄФА у справах суддівства П'єрлуїджі Колліна визнав, що бригада арбітрів на чолі з Віктором Кашшаї припустилася помилки під час цього матчу. Колліна також додав, що цей та інші три арбітри наступні матчі турніру обслуговувати не будуть. Пізніше арбітр визнав, що його бригада припустилася помилки.
1 березня 2016 увійшов до складу суддівської бригади для обслуговування матчів чемпіонату Європи з футболу 2016.
У 2017 обраний до числа головних арбітрів молодіжного чемпіонату світу з футболу 2017.